# Luigi Durante
Pour les articles homonymes, voir Durante.
Luigi Maria Durante ou Domenico Maria Durante (né en 1879 à Murazzano et mort en 1944 à Turin) est un joueur de football, qui évoluait en tant que gardien de but et un dessinateur italien.

## Biographie
Luigi Durante est l'un des premiers gardiens de but de la Juventus, et commence avec l'effectif du club lors de la saison 1901 du championnat.
Connu pour son excentricité, il travaillait à côté de sa carrière en tant que peintre en bâtiment. Il portait un berret lorsqu'il gardait les buts de la Vieille Dame et était réputé pour souvent discuter les décisions de l'arbitre (il enlevait son couvre-chef et s'exprimait alors: Mi appello al pubblico! (J'en appelle au public)).
Il joue son premier match contre le Milan le 28 avril 1901 lors d'une défaite 3-2, puis son dernier match lors d'un Derby della Mole contre le Toro le 26 février 1911 lors d'une défaite 2 buts à 1. 
Entre 1901 et 1911, il jouera pas moins de 33 matchs officiels (une saison comptait rarement plus de 5 matchs à l'époque) lors des 10 saisons qu'il passa au club turinois, à la Juve, pour en tout 40 buts encaissés (dont 29 matchs et 34 buts encaissés en championnat).

### Après-football
Il entama ensuite une carrière de dessinateur, sous le pseudonyme de Durantin. Il fut l'illustrateur du mensuel Hurrà Juventus et des campagnes de promotion des bianconeri turinois.

## Palmarès
Juventus
- Championnat d'Italie (1) :
  - Champion : 1905.
  - Vice-champion : 1903, 1904 et 1906.